# Marcelle Bard

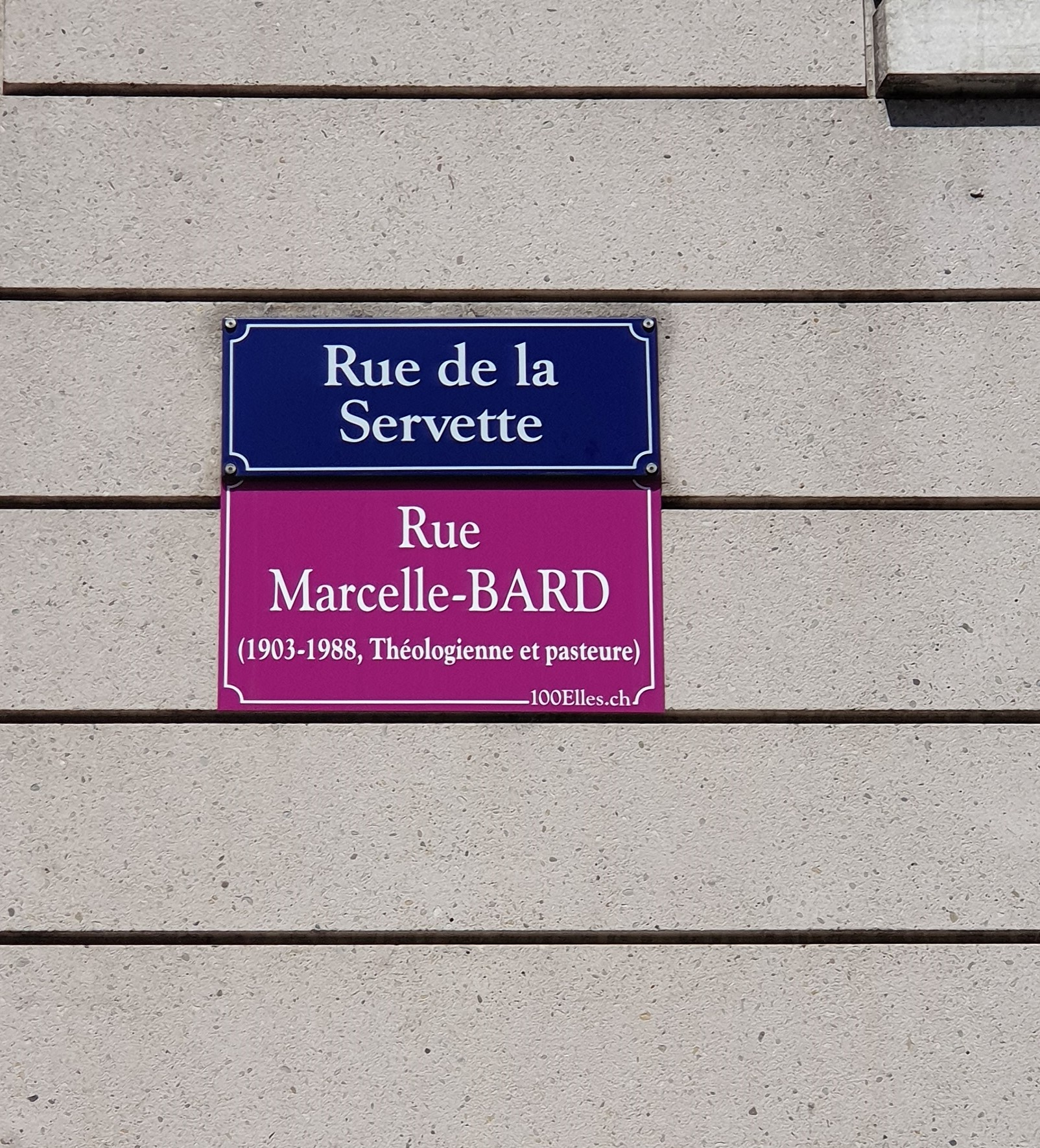
Temporäres Namensschild im Rahmen der Aktion 100 Elles von 2019

Marcelle Bard (* 7. Februar 1903 in Genf; † 4. Juni 1988 ebenda) war eine Schweizer evangelische Geistliche und Frauenrechtlerin.

## Leben

### Familie
Marcelle Bard war die Tochter von Louis-Elisée Bard, Pfarrer und Professor für Moraltheologie und praktische Theologie sowie dessen Ehefrau Emilie (geb. Voan). Sie heiratete 1930 den Arzt Marcel Dottrens, allerdings wurde die Ehe bereits 1932 wieder geschieden, zu einer Zeit als Scheidungen für die Pastoren sehr schwierig waren.

### Werdegang
1929 beendete Marcelle Bard ihr Studium an der Universität Genf mit ihrer Dissertation Les églises indigènes et leur marche vers l'autonomie mit dem lic. theol.
Nach einem Praktikum in Roubaix erhielt sie darauf die Konsekration in der reformierten Kirche Temple in Carouge, einer nicht mit dem Staat verbundenen Kirche, in der Stellung eines Hilfspfarrers. Sie war damit die erste Pfarrerin der protestantischen Nationalkirche Genfs;  das Amt des Hilfspfarrers ermöglichte ihr, die Sakramente zu predigen und zu verwalten, erlaubte ihr jedoch nicht, eine Gemeinde zu leiten. 1935 wurde dann noch Lydia von Auw (1897–1994) Pfarrerin im Kanton Waadt.
Sie war von 1930 bis 1969 Spitalpfarrerin und versah von 1933 an zudem einen Gemeindedienst als Teilzeitpastorin in der Pfarrei La Servette, insbesondere im Arbeiterviertel Cité-Vieusseux, in Genf.

### Geistliches Wirken
Marcelle Bard hatte sich als Vorkämpferin immer für das weibliche Pfarramt eingesetzt und 1943 wurde sie als vollberechtigtes Mitglied der Pastorengemeinschaft Compagnie des pasteurs, in der alle evangelischen Pastoren Genfs versammelt waren, anerkannt.
Emilie Gourd setzte sich in dieser Zeit ebenfalls für den Zugang von Frauen zum Pastorat ein.
Mit ihrer ausgeprägten Sozialgesinnung, die zum einen mitfühlend aber doch bestimmt war, entfaltete Marcelle Bard in ihrem Amt eine fruchtbare Tätigkeit für die Kranken und Benachteiligten in den neuen Quartieren Genfs.

## Schriften (Auswahl)
- Les églises indigènes et leur marche vers l'autonomie. Genève: Université de Genève, Faculté autonome de théologie protestante, 1929.